# 漢森山
71°28′S 12°9′E / 71.467°S 12.150°E
漢森山（英語：Mount Hansen）是南極洲的山峰，位於毛德皇后地的沃爾塔特山脈，屬於彼得曼山脈中西彼得曼山脈的一部分，海拔高度1,895米，該山峰由德國探險隊發現。